# Heizmannia occidentayunnana
Heizmannia occidentayunnana är en tvåvingeart som beskrevs av Gong och Lu 1991. Heizmannia occidentayunnana ingår i släktet Heizmannia och familjen stickmyggor. Inga underarter finns listade i Catalogue of Life.